# 武汉公交1路

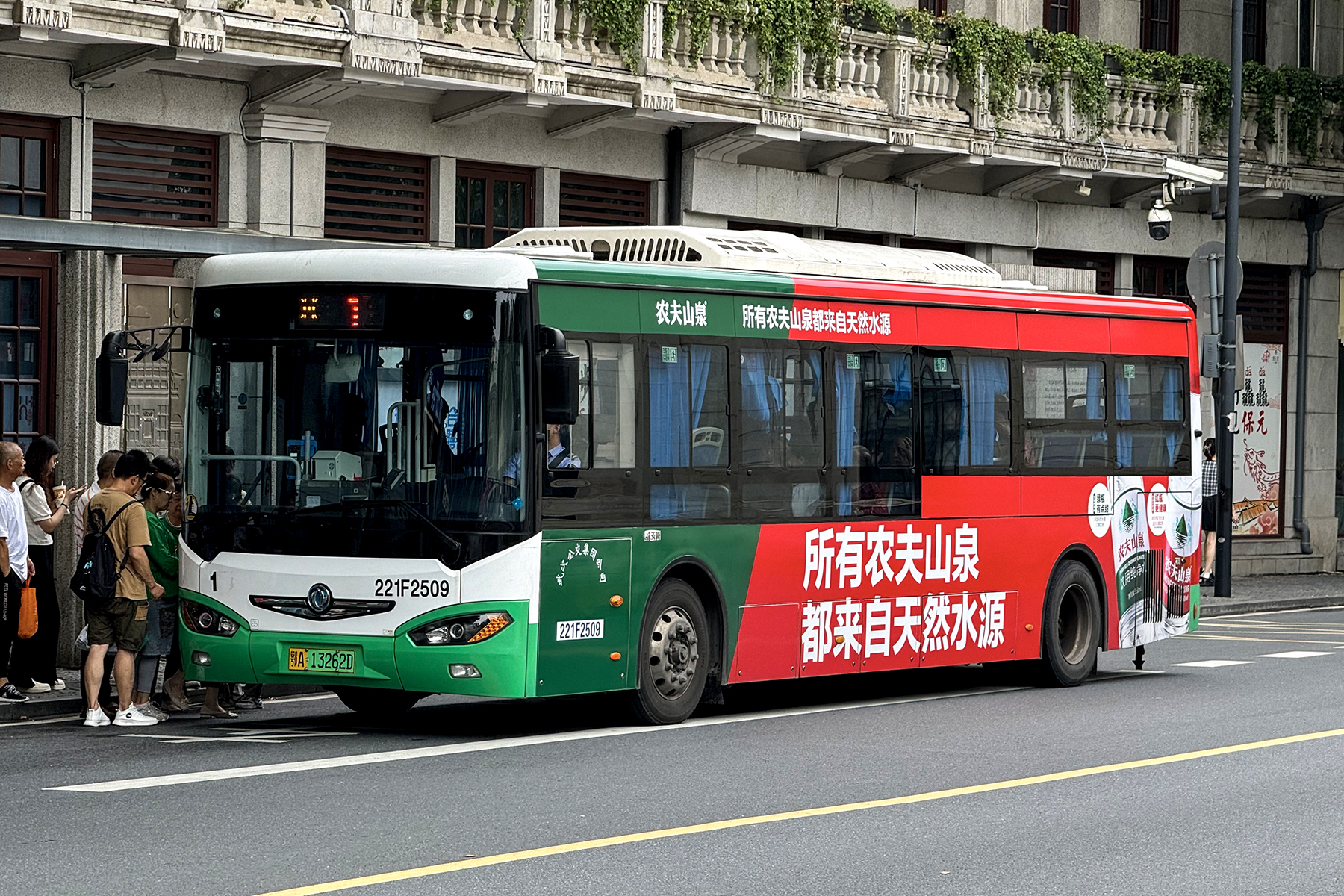
运行于武汉公交1路的东风DFA6100CBEV3型客车驶经中山大道

武汉公交1路是中国湖北省武汉市的第一条公交线路，运营区间为建设大道双墩站至芦沟桥路（南）站。由武汉公交集团公司第三营运公司经营。
1路于1929年2月10日使用“雪弗兰”卡车改造而成的客车开线，从汉口六合路开往硚口，成为当时华中地区第一趟公共汽车。为了方便车辆运行，当时的汉口市政府曾发行债券改造道路。1路汽车先后于1931年、1943年、1946年因为水灾和亏损等原因停止行驶，其后又数度开线。1949年7月20日，1路重新开线，由四官殿开往车站路。后来数次调整线路，至2005年11月改为双墩至山海关路至今。
1路公交是目前武汉市仅有的使用武汉话报站的公交线路。

## 去行停靠站点
共19站。
建设大道双墩→建设大道新合村→解放大道太平洋→解放大道仁寿路→解放大道宝丰路→解放大道同济医院→解放大道航空路→解放大道中山公园→友谊路中山大道口→中山大道地铁六渡桥站→中山大道地铁江汉路站→保华街黄石路→中山大道三阳路→胜利街一元路→胜利街三阳路→胜利街六合路→胜利街张自忠路→芦沟桥路（南）

## 回行停靠站点
共20站。
芦沟桥路（南）→沿江大道山海关路→沿江大道三阳路→胜利街一元路→中山大道黄兴路→中山大道大智路→保华街南京路→中山大道地铁江汉路站→中山大道地铁六渡桥站→友谊路中山大道口→友谊路自治街→解放大道中山公园→解放大道航空路→解放大道同济医院→解放大道宝丰路→解放大道仁寿路→解放大道太平洋→建设大道新合村→建设大道双墩